# San Polo (Torrile)
San Polo, già San Polo di Rivola, è una frazione, nonché sede municipale, del comune di Torrile, in provincia di Parma.
La località dista 4,54 km dal capoluogo.

## Geografia fisica
San Polo sorge in posizione pianeggiante alla quota di 31 m s.l.m. ed è attraversato da sud a nord dal cavo Fossetta Alta.

## Origini del nome
La località, denominata nel Medioevo Villa Sancti Pauli de Rivola, deve il suo nome originario a Paolo di Tarso, santo al quale fu intitolata la chiesa, e al fosso che la attraversa.

## Storia
Il territorio di San Polo risultava abitato già in epoca romana, come testimoniato dal rinvenimento nel 1867 di un tratto di strada nei pressi del cavo Fossetta.
Il borgo fu fondato in epoca medievale; la più antica testimonianza della sua esistenza risale al 1005, quando Rivaula con la sua cappella Sancti Pauli e il suo castellare fu nominata nell'atto di fondazione del monastero di San Paolo di Parma, tra i beni assegnati dal vescovo di Parma Sigefredo II alle monache benedettine, che ne ricevettero conferma nel 1015 dal vescovo Enrico.
Il centro abitato fu menzionato insieme a numerosi altri del Parmense nel 1187, in una bolla emanata dal papa Gregorio VIII a conferma del possesso dei beni detenuti dal monastero di San Paolo.
Nel 1334 il convento fortificato al centro del villaggio fu assaltato dalle truppe scaligere, che lo occuparono per un mese, per poi saccheggiarlo e incendiarlo; sulle sue rovine le benedettine ricostruirono successivamente un monastero, circondato da una serie di edifici agricoli e accessibile attraverso un torrione con ponte levatoio.
Nel 1448 il borgo fu pesantemente saccheggiato dagli uomini di Niccolò de' Terzi, il Guerriero, provenienti da Colorno.
Nel 1810 il monastero delle benedettine, attorno al quale si era sviluppato il borgo, fu secolarizzato per effetto dei decreti napoleonici e la grande tenuta fu alienata a privati.
In seguito alla costituzione del comune di Torrile, fu oggetto di contesa la collocazione della sede municipale, per alcuni anni posta all'interno della villa Rossi di Gainago, residenza del sindaco; successivamente il municipio fu spostato a San Polo, che soprattutto nel secondo dopoguerra conobbe un notevole sviluppo, favorito dalla collocazione lungo la trafficata strada statale 343 Asolana e la ferrovia Brescia-Parma e dalla breve distanza rispetto alla città di Parma; sorsero così ai poli della frazione due ampi quartieri industriali.
Il 19 aprile 2013, in seguito a intensissime precipitazioni, la frazione fu allagata dalle acque del cavo Fossetta Alta; agli inizi del 2024 fu avviato l'iter progettuale per la realizzazione di una cassa di espansione a monte dell'abitato.

## Monumenti e luoghi d'interesse

### Ex chiesa della Conversione di San Paolo

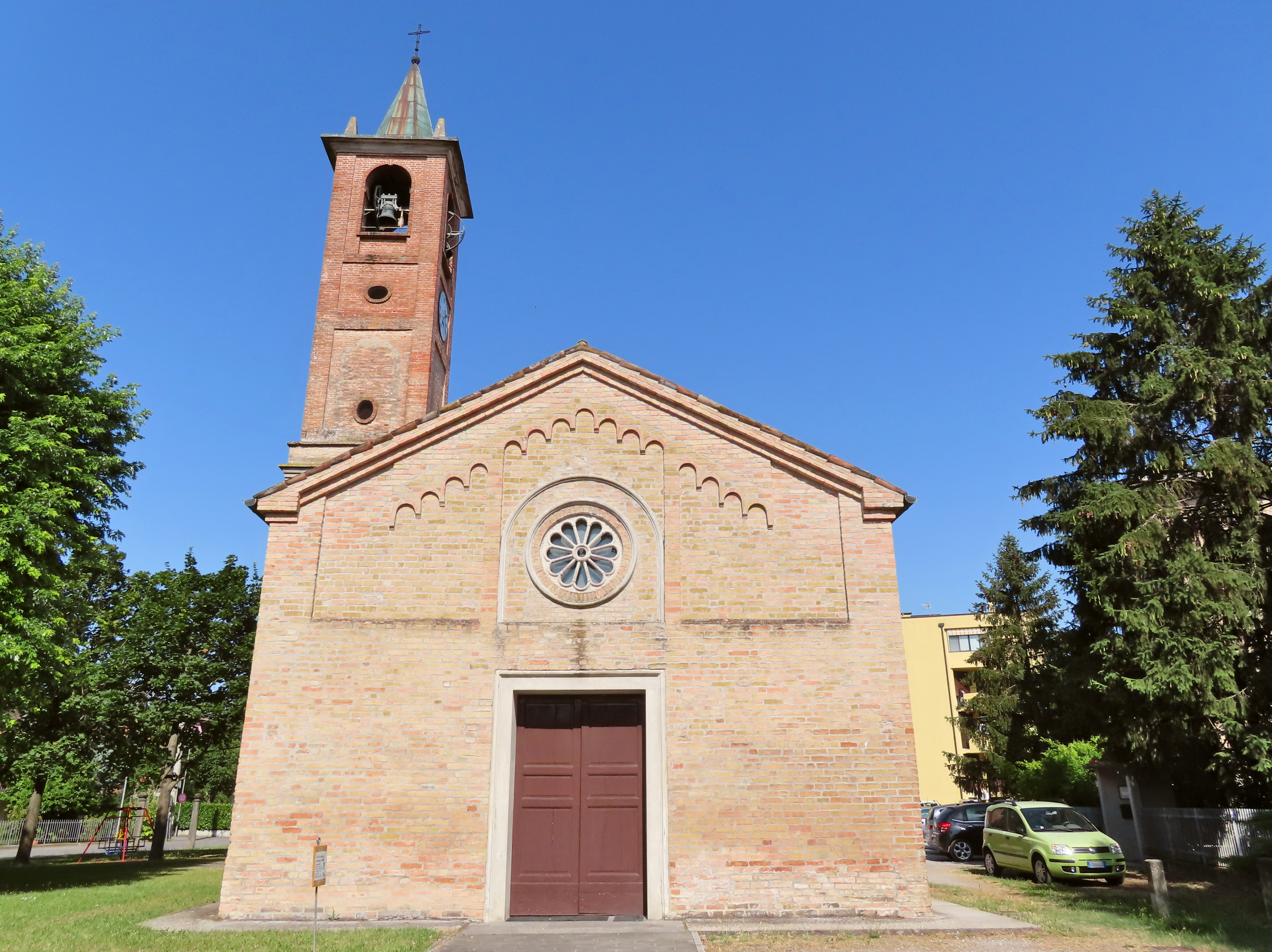
Ex chiesa della Conversione di San Paolo

Menzionata per la prima volta nel 1005 tra i beni donati alle benedettine di San Paolo di Parma, la cappella fu unita al monastero nel 1561 e gestita da un curato nominato dalle monache fino alla secolarizzazione del 1810; danneggiata da un fulmine nel 1840, fu restaurata nel 1843; completamente ristrutturata tra il 1943 e il 1949 riportando alla luce le linee romaniche, fu sconsacrata nel 1992 dopo la realizzazione della nuova chiesa. L'edificio, sviluppato su una pianta a navata unica, presenta una facciata a capanna in laterizio, coronata da una fascia ad archetti pensili medievali; sulla sinistra si erge su un alto basamento il campanile, sopraelevato verso la metà del XX secolo; all'interno l'aula, coperta da una serie di capriate lignee, si conclude nel presbiterio voltato a crociera, ove è conservata un'ancona lignea dorata tardo-seicentesca.

### Chiesa della Conversione di San Paolo
Costruita nel 1992 in stile contemporaneo, la chiesa fu consacrata nello stesso anno, sostituendo l'antico luogo di culto posto di fronte, che fu sconsacrato. L'edificio, sviluppato su una pianta a navata unica, è rivestito quasi interamente in laterizio e presenta quattro prospetti scanditi da pilastri in calcestruzzo armato a sostegno di alte travi; sul retro si erge il massiccio campanile a pianta ottagonale; all'interno l'aula, coperta da un soffitto a livelli sfalsati, si conclude nel presbiterio absidato lievemente sopraelevato, al cui centro è collocato l'altare maggiore marmoreo a mensa.

### Monastero
Menzionato per la prima volta nel 1005 tra i beni assegnati al monastero di San Paolo di Parma, il convento fortificato fu assaltato nel 1334 dalle truppe scaligere, che dopo un mese lo diedero alle fiamme; successivamente ricostruito dalle benedettine, nel novembre 1461 ospitò per alcuni giorni il duca di Milano Francesco Sforza; secolarizzato nel 1810, fu acquistato insieme alla vasta tenuta circostante probabilmente dalla famiglia Rossi; alienato dopo il 1850 al marchese Giuseppe Mischi, alla sua morte nel 1896 passò al figlio Benedetto, che ristrutturò il complesso trasformandolo in villa di campagna, circondata da fabbricati agricoli; occupato dall'esercito nazista durante la seconda guerra mondiale, fu lievemente danneggiato dai bombardamenti alleati; ereditato dalla nipote Angiola Maria e successivamente venduto nel 1974, fu interamente demolito per far spazio a una lottizzazione di condomini.

### Villa il Fulcino
Costruita agli inizi del XIX secolo dai conti Giacobazzi Mazzari Fulcini, la villa neoclassica fu acquistata alcuni decenni dopo dal marchese Giuseppe Mischi; ereditata nel 1896 dal figlio Luigi, passò alla sua morte al figlio Giuseppe, indi alla moglie Rita Forest; circondata da un quartiere industriale, fu successivamente venduta; utilizzata per anni come sede di manifestazioni e feste dell'Unità, nel 2018 fu alienata dall'immobiliare MIAC all'associazione culturale Villa del Fulcino, che la gestiva in affitto dal 2002. L'edificio, sviluppato su una pianta rettangolare, si eleva su due livelli principali fuori terra; la simmetrica facciata presenta nel mezzo il portale d'ingresso ad arco a tutto sesto, delimitato da una cornice in bugnato; intorno si estende su una superficie di un ettaro il parco, riccamente piantumato.

### Monumento ai caduti
Eretto nel 1935 in memoria dei caduti della prima guerra mondiale, il monumento fu modificato nel secondo dopoguerra aggiungendo una targa in onore dei soldati morti durante il secondo conflitto. La struttura, in stile Art déco, è costituita da un ampio basamento quadrato in pietra a gradini, al cui centro, tra quattro finte bombe, si ergono verticalmente quattro ali marmoree, collegate tra loro da altrettante spade in acciaio e bronzo.

## Infrastrutture e trasporti
La frazione è attraversata da sud a nord dalla strada statale 343 Asolana, mentre del 2007 è lambita a ovest dalla tangenziale per Colorno. La località è inoltre servita dalla stazione di Torrile-San Polo, posta lungo la ferrovia Brescia-Parma.